# 제이 애들러

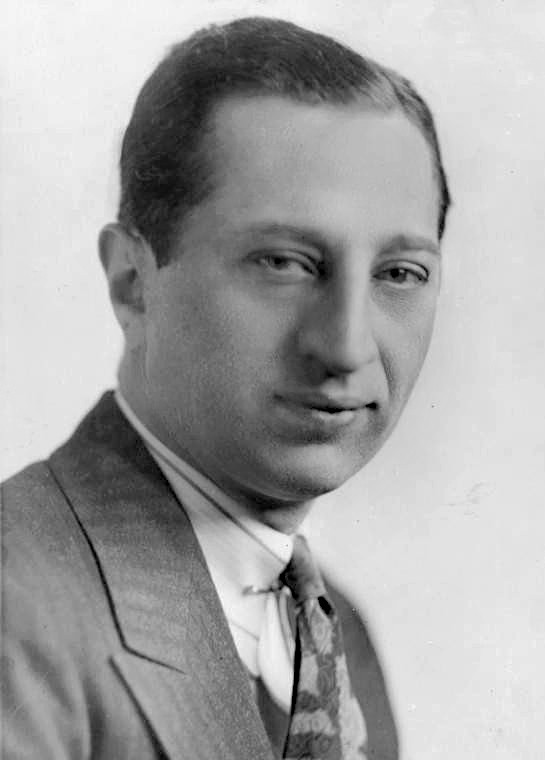

제이 애들러(Jay Adler, 1896년 9월 26일 ~ 1978년 9월 23일)는 미국의 연극 배우, 텔레비전 배우이다.
뉴욕에서 태어났으며 우들랜드힐스에서 사망하였다.

## 영화
- 흡혈귀의 무덤 (1974년)
- 메이컨 컨트리 라인 (1974년)
- 보석 같은 가족 (1965년)
- 후즈 빈 슬리핑 인 마이 베드? (1963년)
- 후즈 갓 더 액션? (1962년)
- 추격 (1959년)
- 선셋 77번가 (1958년)
- 까라마조프의 형제들 (1958년)
- 성공의 달콤한 향기 (1957년)
- 킬링 (1956년)
- 열정의 랩소디 (1956년) - 웨이터 역
- 사랑하거나 떠나거나 (1955년)
- 마이 식스 컨빅츠 (1952년)
- 배드 앤 뷰티 (1952년)
- 젠다성의 포로 (1952년)
- 크라이 댄저 (1951년)
- 세가지 비밀 (1950년)